# Porty i przystanie morskie w Polsce
Zestawienie portów morskich i przystani morskich w Polsce, które są określonymi prawem miejscami nad wodami morskimi (morzem terytorialnym  lub nad morskimi wodami wewnętrznymi). Porty morskie ustanawia minister ds. gospodarki morskiej, a przystanie morskie – dyrektor urzędu morskiego danego obszaru.

## Porty morskie w Polsce
| Port morski     | Gmina                     | Województwo         | Urząd morski    | Współrzędne | Akwen                                         | Akt stanowiący / uwagi                                                               |
| --------------- | ------------------------- | ------------------- | --------------- | ----------- | --------------------------------------------- | ------------------------------------------------------------------------------------ |
| Szczecin        | Szczecin                  | zachodniopomorskie  | UM w Szczecinie |             | Odra                                          | Dz.U. z 2005 r. nr 119, poz. 1010                                                    |
| Świnoujście     | Świnoujście               | zachodniopomorskie  | UM w Szczecinie |             | Zatoka Pomorska i Świna                       | Dz.U. z 2020 r. poz. 21                                                              |
| Police          | Police                    | zachodniopomorskie  | UM w Szczecinie |             | Odra                                          | Dz.U. z 2009 r. nr 164, poz. 1309                                                    |
| Dziwnów         | Dziwnów                   | zachodniopomorskie  | UM w Szczecinie |             | Zatoka Pomorska i Dziwna                      | Dz.U. z 2003 r. nr 59, poz. 525                                                      |
| Kamień Pomorski | Kamień Pomorski           | zachodniopomorskie  | UM w Szczecinie |             | Zalew Kamieński                               | Dz.U. z 2019 r. poz. 1424                                                            |
| Wolin           | Wolin                     | zachodniopomorskie  | UM w Szczecinie |             | Dziwna                                        | Dz.U. z 2021 r. poz. 1821                                                            |
| Mrzeżyno        | Trzebiatów                | zachodniopomorskie  | UM w Szczecinie |             | Zatoka Pomorska                               | Dz.U. z 2001 r. nr 84, poz. 923                                                      |
| Nowe Warpno     | Nowe Warpno               | zachodniopomorskie  | UM w Szczecinie |             | Zatoka Nowowarpieńska                         | Dz.U. z 2009 r. nr 5, poz. 20                                                        |
| Trzebież        | Police                    | zachodniopomorskie  | UM w Szczecinie |             | Zalew Szczeciński                             | Dz.U. z 2009 r. nr 105, poz. 871                                                     |
| Stepnica        | Stepnica                  | zachodniopomorskie  | UM w Szczecinie |             | Zatoka Stepnicka (zatoka Roztoki Odrzańskiej) | Dz.U. z 2011 r. nr 216, poz. 1279                                                    |
| Lubin           | Międzyzdroje              | zachodniopomorskie  | UM w Szczecinie |             | Wicko Wielkie                                 | Dz.U. z 2013 r. poz. 409                                                             |
| Przytór         | Świnoujście               | zachodniopomorskie  | UM w Szczecinie |             | kanał Wielka Struga                           | M.P. z 1966 r. nr 5, poz. 46                                                         |
| Sierosław       | Wolin                     | zachodniopomorskie  | UM w Szczecinie |             | Dziwna                                        | M.P. z 1966 r. nr 5, poz. 47                                                         |
| Wapnica         | Międzyzdroje              | zachodniopomorskie  | UM w Szczecinie |             | Wicko Wielkie                                 | M.P. z 1965 r. nr 15, poz. 58                                                        |
| Kołobrzeg       | Kołobrzeg                 | zachodniopomorskie  | UM w Szczecinie |             | Zatoka Pomorska                               | Dz.U. z 2021 r. poz. 1998                                                            |
| Darłowo         | Darłowo                   | zachodniopomorskie  | UM w Szczecinie |             | Morze Bałtyckie                               | Dz.U. z 1998 r. nr 159, poz. 1056                                                    |
| Dźwirzyno       | Kołobrzeg (gmina wiejska) | zachodniopomorskie  | UM w Szczecinie |             | Zatoka Pomorska                               | Dz. Urz. Ministra Handlu Zagranicznego i Gospodarki Morskiej z 1975 r. nr 9, poz. 68 |
| Ustka           | Ustka                     | pomorskie           | UM w Gdyni      |             | Morze Bałtyckie                               | Dz.U. z 2005 r. nr 233, poz. 1990                                                    |
| Rowy            | Ustka (gmina wiejska)     | pomorskie           | UM w Gdyni      |             | Morze Bałtyckie                               | Dz.U. z 2004 r. nr 273, poz. 2709                                                    |
| Łeba            | Łeba                      | pomorskie           | UM w Gdyni      |             | Morze Bałtyckie                               | Dz.U. z 2015 r. poz. 516                                                             |
| Władysławowo    | Władysławowo              | pomorskie           | UM w Gdyni      |             | Morze Bałtyckie                               | Dz.U. z 2007 r. nr 134, poz. 942                                                     |
| Jastarnia       | Jastarnia                 | pomorskie           | UM w Gdyni      |             | Zatoka Pucka                                  | Dz.U. z 2000 r. nr 52, poz. 628                                                      |
| Hel             | Hel                       | pomorskie           | UM w Gdyni      |             | Zatoka Gdańska                                | Dz.U. z 2014 r. poz. 1361                                                            |
| Hel-Zachód      | Hel                       | pomorskie           | UM w Gdyni      |             | Zatoka Gdańska                                | Dz.U. z 2021 r. poz. 2292                                                            |
| Puck            | Puck                      | pomorskie           | UM w Gdyni      |             | Zatoka Pucka                                  | Dz.U. z 1999 r. nr 7, poz. 65                                                        |
| Gdynia          | Gdynia                    | pomorskie           | UM w Gdyni      |             | Zatoka Pucka                                  | Dz.U. z 2020 r. poz. 822                                                             |
| Gdańsk          | Gdańsk                    | pomorskie           | UM w Gdyni      |             | Zatoka Gdańska                                | Dz.U. z 2012 r. poz. 650                                                             |
| Nowy Świat      | Sztutowo                  | pomorskie           | UM w Gdyni      |             | Zatoka Gdańska i Zalew Wiślany                | Dz.U. z 2022 r. poz. 2295                                                            |
| Krynica Morska  | Krynica Morska            | pomorskie           | UM w Gdyni      |             | Zalew Wiślany                                 | Dz.U. z 1957 r. nr 12, poz. 71                                                       |
| Kąty Rybackie   | Sztutowo                  | pomorskie           | UM w Gdyni      |             | Zalew Wiślany                                 | Dz.U. z 2007 r. nr 101, poz. 680                                                     |
| Elbląg          | Elbląg                    | warmińsko-mazurskie | UM w Gdyni      |             | rzeka Elbląg                                  | Dz.U. z 2013 r. poz. 656                                                             |
| Tolkmicko       | Tolkmicko                 | warmińsko-mazurskie | UM w Gdyni      |             | Zalew Wiślany                                 | Dz.U. z 2016 r. poz. 867                                                             |
| Frombork        | Frombork                  | warmińsko-mazurskie | UM w Gdyni      |             | Zalew Wiślany                                 | Dz.U. z 2011 r. nr 99, poz. 571                                                      |
| Nowa Pasłęka    | Braniewo (gmina wiejska)  | warmińsko-mazurskie | UM w Gdyni      |             | Zalew Wiślany                                 | Dz.U. z 1959 r. nr 33, poz. 200                                                      |

## Przystanie morskie w Polsce
| Przystań morska                               | Gmina                   | Województwo         | Urząd morski    | Współrzędne                                   | Akwen           | Akt stanowiący/Uwagi                                                                                       |
| --------------------------------------------- | ----------------------- | ------------------- | --------------- | --------------------------------------------- | --------------- | --- |
| Świnoujście-Karsibór                          | Świnoujście             | zachodniopomorskie  | UM w Szczecinie | 53°51′14″N 14°18′05″E/53,853889 14,301389     | Mulnik          | / do 2018 port morski                                                                                      |
| Międzyzdroje (molo)                           | Międzyzdroje            | zachodniopomorskie  | UM w Szczecinie | 53°56′03″N 14°26′35″E/53,934167 14,443056     | Zatoka Pomorska | [ 2 ] |
| Międzyzdroje (przystań morska Nr 1)           | Międzyzdroje            | zachodniopomorskie  | UM w Szczecinie | 53°56′16″N 14°27′31″E/53,937778 14,458611     | Zatoka Pomorska | [ 3 ] [ 4 ]                                                                                                |
| Rewal                                         | Rewal                   | zachodniopomorskie  | UM w Szczecinie | 54°04′56″N 15°00′36″E/54,082222 15,010000     | Zatoka Pomorska | [ 5 ] [ 6 ]                                                                                                |
| Niechorze                                     | Rewal                   | zachodniopomorskie  | UM w Szczecinie | 54°05′50″N 15°04′35″E/54,097222 15,076389     | Zatoka Pomorska | [ 7 ] [ 8 ]                                                                                                |
| Ustronie Morskie                              | Ustronie Morskie        | zachodniopomorskie  | UM w Szczecinie | 54°12′56″N 15°44′55″E/54,215556 15,748611     | Zatoka Pomorska | [ 9 ] |
| Chłopy                                        | Mielno                  | zachodniopomorskie  | UM w Szczecinie | 54°15′09″N 15°59′04″E/54,252500 15,984444     | Morze Bałtyckie | [ 10 ] |
| Unieście                                      | Mielno                  | zachodniopomorskie  | UM w Szczecinie | 54°16′09″N 16°04′54″E/54,269167 16,081667     | Morze Bałtyckie | [ 11 ] |
| Dąbki                                         | Darłowo (gmina wiejska) | zachodniopomorskie  | UM w Szczecinie | 54°22′57″N 16°18′48″E/54,382500 16,313333     | Morze Bałtyckie | [ 12 ] |
| Jarosławiec                                   | Postomino               | zachodniopomorskie  | UM w Szczecinie | 54°32′34″N 16°32′32″E/54,542778 16,542222     | Morze Bałtyckie | [ 13 ] |
| Dębki                                         | Krokowa                 | pomorskie           | UM w Gdyni      | 54°49′58″N 18°05′21″E/54,832778 18,089167     | Morze Bałtyckie | [ 14 ] |
| Karwia                                        | Władysławowo            | pomorskie           | UM w Gdyni      | 54°49′58″N 18°12′23″E/54,832778 18,206389     | Morze Bałtyckie | [ 15 ] |
| Chłapowo                                      | Władysławowo            | pomorskie           | UM w Gdyni      | 54°48′34″N 18°22′44″E/54,809444 18,378889     | Morze Bałtyckie | [ 15 ] |
| Chałupy I                                     | Władysławowo            | pomorskie           | UM w Gdyni      | 54°45′35″N 18°30′50″E/54,759722 18,513889     | Morze Bałtyckie | [ 15 ] |
| Chałupy II                                    | Władysławowo            | pomorskie           | UM w Gdyni      | 54°45′28″N 18°30′39″E/54,757778 18,510833     | Zatoka Pucka    | [ 15 ] |
| Kuźnica I                                     | Jastarnia               | pomorskie           | UM w Gdyni      | 54°43′50″N 18°35′49″E/54,730556 18,596944     | Morze Bałtyckie | [ 15 ] |
| Kuźnica II                                    | Jastarnia               | pomorskie           | UM w Gdyni      | 54°44′00″N 18°34′52″E/54,733333 18,581111     | Zatoka Pucka    | [ 16 ] |
| Jastarnia I                                   | Jastarnia               | pomorskie           | UM w Gdyni      | 54°42′00″N 18°41′09″E/54,700000 18,685833     | Morze Bałtyckie | [ 15 ] |
| Jastarnia II                                  | Jastarnia               | pomorskie           | UM w Gdyni      | 54°41′40″N 18°41′00″E/54,694444 18,683333     | Zatoka Pucka    | / na plaży wschód od portu                                                                                 |
| Jastarnia III                                 | Jastarnia               | pomorskie           | UM w Gdyni      | 54°41′55″N 18°40′00″E/54,698611 18,666667     | Zatoka Pucka    | / na plaży zachód od portu                                                                                 |
| Swarzewo                                      | Puck (gmina wiejska)    | pomorskie           | UM w Gdyni      | 54°45′20″N 18°24′23″E/54,755556 18,406389     | Zatoka Pucka    | [ 15 ] |
| Osłonino                                      | Puck (gmina wiejska)    | pomorskie           | UM w Gdyni      | 54°40′07″N 18°27′57″E/54,668611 18,465833     | Zatoka Pucka    | [ 15 ] |
| Rewa II                                       | Kosakowo                | pomorskie           | UM w Gdyni      | 54°38′00″N 18°30′36″E/54,633333 18,510000     | Zatoka Pucka    | / plaża północna                                                                                           |
| Rewa I                                        | Kosakowo                | pomorskie           | UM w Gdyni      | 54°37′56″N 18°30′48″E/54,632222 18,513333     | Zatoka Pucka    | / plaża wschodnia                                                                                          |
| Mechelinki                                    | Kosakowo                | pomorskie           | UM w Gdyni      | 54°36′38″N 18°30′49″E/54,610556 18,513611     | Zatoka Pucka    | / ok. 0,5 km plaży w miejscowości                                                                          |
| Gdynia-Obłuże                                 | Gdynia                  | pomorskie           | UM w Gdyni      | 54°34′15″N 18°32′58″E/54,570833 18,549444     | Zatoka Pucka    | / przy osiedlu Kolonia Rybacka                                                                             |
| Gdynia-Oksywie                                | Gdynia                  | pomorskie           | UM w Gdyni      | 54°33′33″N 18°33′09″E/54,559167 18,552500     | Zatoka Pucka    | / przy osiedlu Osada Rybacka                                                                               |
| „Dalmor”                                      | Gdynia                  | pomorskie           | UM w Gdyni      | 54°31′20″N 18°33′22″E/54,522222 18,556111     | Zatoka Pucka    | / nabrzeża: Prezydenta, Kutrowe, Islandzkie, Angielskie portu morskiego w Gdyni (przyległe do jego granic) |
| „Żegluga Gdańska” w Gdyni                     | Gdynia                  | pomorskie           | UM w Gdyni      | 54°31′09,5″N 18°33′14,0″E/54,519306 18,553889 | Zatoka Pucka    | / ok. 130 m nabrzeża Pomorskiego portu morskiego w Gdyni (przyległe do jego granic)                        |
| „Marina Gdynia”                               | Gdynia                  | pomorskie           | UM w Gdyni      | 54°31′02″N 18°33′09″E/54,517222 18,552500     | Zatoka Pucka    | / Basen Jachtowy im. M. Zaruskiego                                                                         |
| Orłowo                                        | Gdynia                  | pomorskie           | UM w Gdyni      | 54°28′53″N 18°33′54″E/54,481389 18,565000     | Zatoka Pucka    | [ 15 ] |
| „Molo” w Sopocie                              | Sopot                   | pomorskie           | UM w Gdyni      | 54°26′52″N 18°34′39″E/54,447778 18,577500     | Zatoka Gdańska  | [ 24 ] |
| Sopot (przystań rybacka)                      | Sopot                   | pomorskie           | UM w Gdyni      | 54°26′15″N 18°34′48″E/54,437500 18,580000     | Zatoka Gdańska  | [ 15 ] |
| Jelitkowo                                     | Gdańsk                  | pomorskie           | UM w Gdyni      | 54°25′25″N 18°36′06″E/54,423611 18,601667     | Zatoka Gdańska  | [ 15 ] |
| Jantar                                        | Gdańsk                  | pomorskie           | UM w Gdyni      | 54°20′37″N 19°02′19″E/54,343611 19,038611     | Zatoka Gdańska  | [ 15 ] |
| Stegna                                        | Stegna                  | pomorskie           | UM w Gdyni      | 54°20′48″N 19°06′47″E/54,346667 19,113056     | Zatoka Gdańska  | [ 15 ] |
| Kąty Rybackie I                               | Sztutowo                | pomorskie           | UM w Gdyni      | 54°21′14″N 19°13′25″E/54,353889 19,223611     | Zatoka Gdańska  | [ 15 ] |
| Kąty Rybackie III                             | Sztutowo                | pomorskie           | UM w Gdyni      | 54°20′18″N 19°13′44″E/54,338333 19,228889     | Zalew Wiślany   | [ 25 ] |
| Kąty Rybackie II                              | Sztutowo                | pomorskie           | UM w Gdyni      | 54°20′03″N 19°13′26″E/54,334167 19,223889     | Zalew Wiślany   | [ 15 ] |
| Krynica Morska                                | Krynica Morska          | pomorskie           | UM w Gdyni      | 54°22′58″N 19°25′20″E/54,382778 19,422222     | Zatoka Gdańska  | [ 26 ] |
| „Leśniczówka” w Krynicy Morskiej              | Krynica Morska          | pomorskie           | UM w Gdyni      | 54°24′19″N 19°30′27″E/54,405278 19,507500     | Zatoka Gdańska  | [ 27 ] |
| „Piaski” w Krynicy Morskiej                   | Krynica Morska          | pomorskie           | UM w Gdyni      | 54°26′22″N 19°36′04″E/54,439444 19,601111     | Zatoka Gdańska  | [ 15 ] |
| „basen III – Nowa Karczma” w Krynicy Morskiej | Krynica Morska          | pomorskie           | UM w Gdyni      | 54°25′40″N 19°35′53″E/54,427778 19,598056     | Zalew Wiślany   | / w części miasta – Nowa Karczma                                                                           |
| Frombork                                      | Frombork                | warmińsko-mazurskie | UM w Gdyni      | 54°21′38″N 19°40′32″E/54,360556 19,675556     | Zalew Wiślany   | [ 29 ] |
| Kadyny                                        | Tolkmicko               | warmińsko-mazurskie | UM w Gdyni      | 54°18′03″N 19°28′00″E/54,300833 19,466667     | Zalew Wiślany   | [ 30 ] |
| Suchacz                                       | Tolkmicko               | warmińsko-mazurskie | UM w Gdyni      | 54°16′45″N 19°25′30″E/54,279167 19,425000     | Zalew Wiślany   | [ 31 ] |
| Nadbrzeże                                     | Tolkmicko               | warmińsko-mazurskie | UM w Gdyni      | 54°16′21″N 19°24′56″E/54,272500 19,415556     | Zalew Wiślany   | [ 32 ] |
| Kamienica Elbląska                            | Tolkmicko               | warmińsko-mazurskie | UM w Gdyni      | 54°15′47″N 19°24′16″E/54,263056 19,404444     | Zalew Wiślany   | [ 15 ] |
| „Żegluga Gdańska” w Elblągu                   | Elbląg                  | warmińsko-mazurskie | UM w Gdyni      | 54°09′38″N 19°23′31″E/54,160556 19,391944     | rzeka Elbląg    | [ 33 ] |